# Hiša na pečini
Hiša na pečini (izvirno angleško Life as a House) je ameriška filmska drama režiserja Irwina Winklerja iz leta 2001.
Film govori o moškem, ki dobi skrbništvo nad problematičnim mladostniškim sinom, za katerega kvalitetno preživljanje prostega časa pomeni uporaba mamil, vdajanje občasni prostituciji ter izogibanje očetu. Hkrati izve, da je zbolel za neozdravljivim rakom. 

## Vloge
- Kevin Kline - George Monroe
- Kristin Scott Thomas - Robin Kimball
- Hayden Christensen - Sam Monroe
- Jena Malone - Alyssa Beck
- Mary Steenburgen - Colleen Beck
- Scott Bakula - policaj Kurt Walker